# Preslava

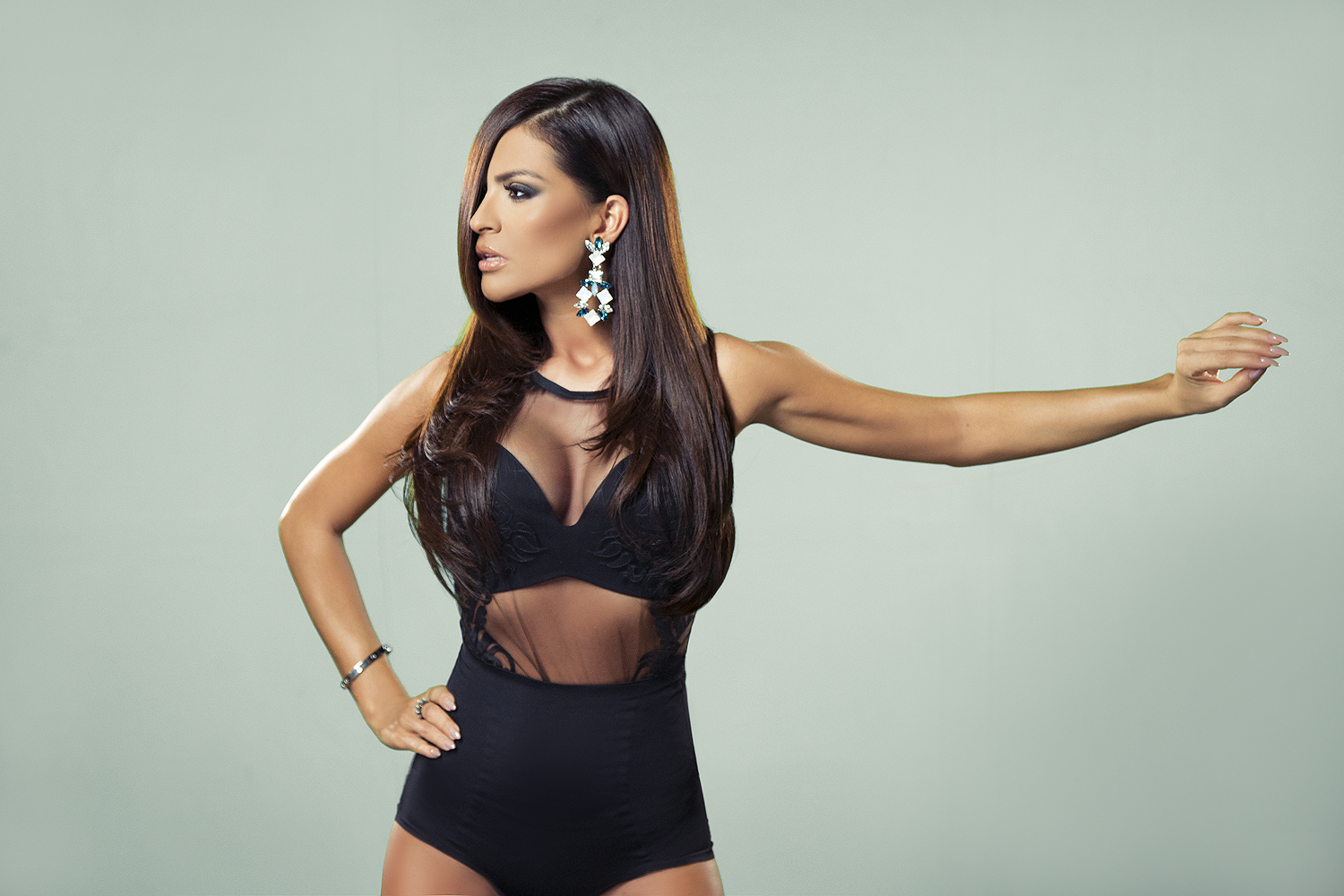
Preslava (2015)

Preslava (bulgarisch Преслава, eigentlich Petja Koleva Ivanova, Петя Колева Иванова, * 26. Juni 1984 in Tolbuchin, heute Dobritsch, Bulgarien) ist eine bulgarische Popfolk-Sängerin.

## Karriere
Im Februar 2008 ist Preslava zum zweiten Mal in Folge mit der Prämie des „Planeta TV“-Fernsehsenders als beste Sängerin des Jahres ausgezeichnet worden.

## Diskografie

### Alben
- 2004: Preslava
- 2005: Dyavolsko Zhelanie
- 2006: Intriga
- 2007: Ne Sam Angel
- 2009: Pazi Se Ot Priyatelki
- 2011: Kak Ti Stoi
- 2019: Da gori v lyubov

### Kompilationen
- 2009: Hit Collection MP3

### EPs
- 2024: Krissy

### Singles (Auswahl)
| - 2004: Nyamash sartse - 2005: Dyavolsko Zhelanie - 2006: Lazha e - 2007: Vodka s uteha - 2009: Novata ti - 2009: Naivnitsa na godinata (Sample von Kenan Doğulu – Çakkıdı) - 2009: Ne mi prechi (mit Konstantin; Original: Marwan Khoury & Carole Samaha – Ya Rab) - 2010: Pia za tebe (mit Elena) - 2011: Kato za final - 2011: Kak Ti Stoi - 2012: Ludata doyde - 2013: Butilka (mit Galena & Boris Dali) - 2014: Rezhim Neprilichna - 2014: Moeto slabo myasto - 2014: Poveche ne pitay (mit Toni Storaro) - 2014: Gore-dolu (mit Fiki; Original: Tony Gatlif, Bea Palya, Sandu Ciorba – Tchiki Tchiki) - 2015: S teb ili s nikoi (mit Fiki) - 2015: Zhivey (mit Galena) | - 2015: Na tebe ne otkazvam - 2016: Nyama da ti pisha - 2018: Obratno v igrata - 2018: Da gori v lyubov - 2019: Iztreznyavash li - 2019: Piyan - 2019: Ne se iztrivash - 2019: Ne te zabravyam - 2019: Taka ni se pada (mit Galin) - 2020: Beden v sartseto - 2021: V tvoeto leglo - 2021: Gorchivi istini (mit Lidia) - 2022: Ot utre - 2022: Sladkoto zlo (mit Konstantin) - 2022: Mangava Tut (mit Sofi Marinova) - 2023: Spomeni / Anamniseis (mit Aristos Constantinou) - 2023: Ako ti varna (mit Torino & Pashata) - 2023: Ulitsata |